# Abbaye de Pontaut
Pour les articles homonymes, voir Pontaut.
L'abbaye de Pontaut, fondée en 1115, se situe à Mant, dans le département français des Landes.

## Histoire
Fondée vers 1115 par Géraud, abbé de Dalon, à quelques kilomètres d’Hagetmau sur la rive droite du Luy, l'abbaye de Pontaut devient fille de l'Abbaye de Jouy et cistercienne en 1151. Les maisons de Navailles de Hagetmau, de Louvigny, les vicomtes de Marsan la dotent largement : le moulin et la dîme de Lirac, près de Monségur, lui apportent le froment, le seigle et le millet, le vin et le cidre, les bœufs, agneaux, porcs, poulets et fromages, etc. Un mandatement d’Édouard Ier (roi d'Angleterre) pris à Condom[Lequel ?] le 20 avril 1289 confirme toutes ces acquisitions. Au début du XVe siècle, l’abbé de Pontaut s’associe avec Jean de Navailles, seigneur de Pomps, pour acheter au vicomte d’Orthe, Jean d’Aspremont, la seigneurie de Monget, voisine de Pontau.
Pillée par les protestants pendant les guerres de Religion où le prieur est brûlé vif dans son lit en 1569, l'abbaye peine à se relever. Dès 1572, il ne reste à Pontaut que sept religieux, dont quatre prêtres. Après avoir reconstitué une partie de leur patrimoine dévasté à Mant, Monget, Monségur, Peyre, Malaussanne, Philondenx, Bassercles, les moines vont connaître de nouvelles difficultés du fait de la rapacité des abbés commendataires. En mars 1622, le Parlement de Bordeaux oblige l’abbé commendataire à fournir les ornements nécessaires pour l’église. En 1627, l’abbé de Citeaux décide que 400 livres seraient annuellement délivrées pour la réparation du cloître. 
Malgré des finances qui restent florissantes, la vie de l'abbaye entre alors en régression. Vendue comme bien national en 1791 au frère du conventionnel Dyzès, elle entre ensuite dans la famille du comte de Poudenx et, transformée en métairie, continue de se délabrer. Après l’échec d'une tentative de classement, elle est acquise en 1930 par John D. Rockefeller, qui fait démonter la salle capitulaire pour la reconstruire au Mesnil-le-Roi, avant de la faire embarquer à destination de New York en 1935.

## Architecture
Il n'en reste aujourd'hui sur les lieux que la façade de l'abbatiale sur le côté nord d'un bâtiment agricole, les plus belles pièces de l'abbaye ayant été dispersées :
- la salle capitulaire se trouve dans la dépendance des Cloisters du Metropolitan Museum of Art de New York ;
- le cloître est partiellement remonté dans le Musée d'Art de Toledo dans l'Ohio.

## Filiation et dépendances
Pontaut est fille de Notre-Dame de Jouy et mère de Sainte-Marie du Rivet. C'est une abbaye richement dotée dès la fin du XVIe siècle. Elle possède la forêt couvrant les rives du Luy, de Monget à Poudenx par Mant, Peyre, Monségur, de très nombreuses métairies et des prairies. Les fiefs de Mant donnent 360 livres par an, Peyre 255, Monget 79, Auga 370, Montagut 650, Argelos 265, Navailles 400, Hagetaubin 643, Le Leuy et Ronsac 950, Méracq 360, Beyries et Sault[Lequel ?] 870, etc. En 1790, les revenus de l’abbaye s’élèvent à 13 884 livres, les dépenses à 8 933 livres. L’excédent était donc de 4 931 livres.